# Nastri d'argento 1956
L'11ª edizione dei Nastri d'argento si è tenuta nel 1956.

## Vincitori

### Produttore del miglior film
- Cines - Amici per la pelle

### Migliore regista
- Michelangelo Antonioni - Le amiche

### Migliore scenario (soggetto e sceneggiatura)
- Pasquale Festa Campanile, Massimo Franciosa e Giuseppe Mangione - Gli innamorati

### Migliore attore protagonista
- Alberto Sordi - Lo scapolo

### Migliore attrice non protagonista
- Valentina Cortese - Le amiche

### Migliore attore non protagonista
- Memmo Carotenuto - Il bigamo

### Migliore musica
- Angelo Francesco Lavagnino - Vertigine bianca

### Migliore fotografia
- Gianni Di Venanzo - Le amiche

### Miglior cortometraggio
- Tempo di tonni - regia di Vittorio Sala

### Miglior film straniero
- Casco d'oro (Casque d'or) - regia di Jacques Becker